# 바데르 알무타와
바데르 아흐마드 알무타와(아랍어: بدر أحمد المطوع, 1985년 1월 10일~)는 쿠웨이트의 전직 축구 선수로 역대 국제 A매치 최다 출전자이며 FIFA 센추리클럽에 가입한 13명의 쿠웨이트 대표팀 선수이자 아르헨티나의 리오넬 메시, 포르투갈의 크리스티아누 호날두, 프랑스의 카림 벤제마, 폴란드의 로베르트 레반도프스키에 이어 역대 단일 클럽 최다 득점 5위에 랭크되어 있는 아시아 최고의 선수로 손꼽힌다.

## 선수 경력

### 클럽 경력
2002년 고향팀인 카디시야 SC 입단을 통해 프로에 입문한 후 2007년과 2011년 각각 카타르 SC와 알나스르 FC로 임대 이적한 것을 제외하고 현재까지 줄곧 한 팀에서만 활동하며 통산 400경기 277골로 소속팀인 카디시야의 쿠웨이트 프리미어리그 8회 우승, 쿠웨이트 에미르컵 6회 우승, 쿠웨이트 크라운 프린스컵 7회 우승, 쿠웨이트 페더레이션컵 4회 우승, 2006년 알쿠라피컵 우승, 쿠웨이트 슈퍼컵 4회 우승, 2005년 GCC 챔피언스리그 우승에 혁혁한 공을 세웠다.

### 국가대표팀 경력
2003년 걸프컵에서 국제 A매치 데뷔전을 치렀고 같은 해 9월 4일 싱가포르와의 2004년 AFC 아시안컵 최종 예선 B조 1차전 경기에서 A매치 데뷔골을 기록하며 팀의 3-1 승리를 이끌었다. 이후 현재까지 A매치 196경기 56골을 기록 중이며 역대 A매치 최다 출장 선수이다. 특히 팀의 2010년 걸프컵과 같은 해 서아시아 축구 선수권 대회 우승을 이끌어냈고 이와 동시에 2010년 걸프컵 득점왕, 2006년 아시아 올해의 축구 선수 2위, 2007년 아시아 올해의 축구 선수 후보, 2010년 아시아 올해의 축구 선수 3위에 오르는 기염을 토했으며 국제축구역사통계연맹이 선정한 2010년 올해의 최다 득점상에도 이름을 올렸다.

## 같이 보기
- A매치 100경기 이상 출전한 축구 선수 명단